# Den apostolske trosbekendelse
Den apostolske trosbekendelse (lat. Apostolicum) er en oldkristen formular, der kort udtrykker nogle af de mest centrale læresætninger i den kristne kirke.

## Baggrund
Den kaldes apostolsk, fordi den skulle være formuleret af de tolv apostle (som bl.a. Grundtvig mente), men det lader sig næppe underbygge historisk. Den er langsomt opstået ud af forskellige formularer brugt i forskellige menigheder og har sandsynligvis været at finde i den nuværende udgave omkring år 200 e.Kr. Den er i sin oprindelse første og fremmest en dåbsbekendelse og blev brugt i forbindelse med dåben. Den regnes som fælles bekendelsesgrundlag for en række kirkesamfund af vestlig oprindelse. Den er ukendt i de østlige/ortodokse kirker men bruges i større eller mindre udstrækning i alle kirkesamfund, som har sine rødder i den vestlige/romerske kristendom. Den bruges også i den danske folkekirke, hvor den ofte fremsiges, synges eller messes under gudstjenesten – ganske som den ligeledes indgår i form af en tilspørgelse under ritualet for dåb.
Det er ikke usandsynligt, at bekendelsen er formuleret imod gnosticismen.
Sammen med den nikæno-konstantinopolitanske trosbekendelse og den athanasianske trosbekendelse regnes den gerne til de tre oldkirkelige (eller økumeniske) bekendelser.

## Ordlyd
Første del af bekendelsen, som den ofte reciteres, ("Vi forsager ...") er særegent for den danske kirke. Det skyldes først og fremmest indflydelsen fra Grundtvig, som i sidste halvdel af 1800-tallet i den såkaldte "ritualstrid" stod fast på det standpunkt, at forsagelsen hører med. Det er en almindelig misforståelse at medtage denne sætning som en del af trosbekendelsen, da trosbekendelsen kun er udgjort af anerkendelsen af sin tro og ikke forsagelsen af djævelen. "Vi forsager... " er kendt som Forsagelsen.
Ligeledes hed det tidligere i den officielle tekst til trosbekendelsen: "Nedfaren til Helvede". På dette punkt gjorde indflydelsen fra Grundtvig sig også gældende, og ordlyden blev ved kongelig resolution af 27. maj 1908 ændret fra Helvede til Dødsriget.
Ordlyden er som følger:

Vi forsager Djævelen og alle hans gerninger og alt hans væsen. (Forsagelsen, red.)

Vi tror på Gud Fader, den Almægtige,

himmelens og jordens skaber.

Vi tror på Jesus Kristus,

hans enbårne Søn, vor Herre,

som er undfanget ved Helligånden,

født af Jomfru Maria,

pint under Pontius Pilatus,

korsfæstet, død og begravet,

nedfaret til dødsriget,

på tredje dag opstanden fra de døde,

opfaret til himmels,

siddende ved Gud Faders, den Almægtiges, højre hånd,

hvorfra han skal komme at dømme levende og døde.

Vi tror på Helligånden,

den hellige, almindelige kirke,

de helliges samfund, syndernes forladelse,

kødets opstandelse og det evige liv.  

Amen.  (Trosbekendelsen, red.)